# La Ilustración Española
La Ilustración Española fue una publicación periódica editada en Madrid en torno a 1845.

## Historia
Editada en Madrid, apareció con el subtítulo «periódico de ciencias, literatura, bellas artes y modas, dedicado á la juventud». El periódico, que se habría publicado a lo largo de 1845, a partir del 17 de noviembre de dicho año saldría todos los lunes en cuadernos de 12 páginas en folio pequeño. Estuvo redactado bajo la dirección de Juan Rico y Amat.